# GunForce
GunForce: Battle Fire Engulfed Terror Island (ガンフォース, Ganfosu) est un jeu vidéo de type run and gun à défilement horizontale développé et édité par Irem sur borne d'arcade en 1991, puis porté en novembre 1992 sur Super Nintendo.